# Una Marson
Una Maud Victoria Marson, née le 6 février 1905 et morte le 6 mai 1965 est une féministe, militante et écrivaine jamaïquaine. Elle écrit des poèmes, des pièces de théâtre et des programmes de radio. 
Elle voyage à Londres en 1932 et est employée par la BBC pendant la Seconde Guerre mondiale. En 1942, elle devient productrice de l'émission Calling the West Indies, qui devient Caribbean Voices un forum important pour la promotion de la littérature antillaise. 

## Premières années (1905-1932)
Una Marson est née le 6 février 1905 au village de Sharon, près de Santa Cruz, Jamaïque (en), dans la paroisse de St Elizabeth. Elle est la plus jeune des six enfants d'Ada Wilhelmina Mullins (1863-1922) et de Salomon Isaac Marson (1858-1916), pasteur baptiste. Una Marson reçoit une éducation de classe moyenne. Elle est très proche de son père qui influence certains des personnages dans ses œuvres. Enfant, elle est une lectrice avide de la littérature disponible, qui est à l'époque principalement composée de littérature classique anglaise. 
À l'âge de 10 ans, Una Marson est inscrite à Hampton High, un pensionnat pour filles en Jamaïque, dont son père est membre du conseil d'administration. Cependant, la même année, son père Isaac décède, laissant sa famille avec des problèmes financiers, et elle déménage à Kingston. Una termine sa scolarité à Hampton High, mais ne poursuit pas d'études supérieures. Après avoir quitté Hampton, elle trouve du travail à Kingston en tant que travailleuse sociale bénévole et utilise ses compétences techniques de secrétaire, telles que la sténographie, qu'elle a apprises à l'école. 
En 1926, Una Marson est nommée rédactrice en chef adjointe du journal politique jamaïcain Jamaica Critic. Cet emploi lui permet d'apprendre le journalisme, de former ses opinions politiques et sociales et de trouver de l'inspiration pour créer son propre journal. En 1928, elle devient rédactrice en chef du magazine The Cosmopolitan. Le Cosmopolitan publie des articles sur des thèmes féministes, des questions sociales locales et les droits des travailleuses. Ils sont destinés à un public jamaïcain jeune et de classe moyenne. Les articles d'Una Marson encouragent les femmes à rejoindre le marché du travail et à devenir politiquement actives. Le magazine présente également de la poésie et de la littérature jamaïcaines des membres de la Ligue jamaïcaine de la poésie, créée par Clare McFarlane . 
En 1930, Una Marson publie son premier recueil de poèmes intitulé Tropic Reveries, qui traite de l'amour et de la nature et qui comporte des éléments de féminisme. Elle remporte la médaille Musgrave de l'Institut de la Jamaïque. Ses poèmes sur l'amour restent quelque peu incompris par ses amis et critiques, en raison du fait qu'elle n'affiche aucune relation amoureuse, bien que l'amour soit un sujet important dans son travail. En 1931, en raison de difficultés financières, The Cosmopolitan cesse de paraître, ce qui la pousse à publier davantage de poèmes et de pièces de théâtre. En 1931, elle publie un autre recueil de poèmes intitulé Heights and Depths, qui traite également de l'amour et de problèmes sociaux. En 1931, elle écrit sa première pièce, At What a Price, sur une jeune Jamaïcaine qui déménage à Kingston pour y travailler comme sténographe et tombe amoureuse de son patron blanc. La pièce est présentée d'abord en Jamaïque et plus tard à Londres, et est saluée par la critique. En 1932, elle décide de se rendre à Londres afin de trouver un public plus large pour son travail et de faire l'expérience de la vie en dehors de la Jamaïque.

## Années londoniennes (1932-1936)
À son arrivée au Royaume-Uni en 1932, elle séjourne à Peckham, dans le sud-est de Londres, chez Harold Moody, qui a fondé l'année précédente l'organisation de défense des droits de la personne, la League of Coloured Peoples. De 1932 à 1945, Una Marson fait la navette entre Londres et la Jamaïque. Elle continue à contribuer à la politique, mais au lieu de se concentrer à écrire pour des magazines, elle écrit pour des journaux et produit ses propres œuvres littéraires afin de faire passer ses idées politiques. Durant ces années, elle continue à écrire pour défendre le féminisme, mais l'une de ses nouvelles priorités est la question raciale en Angleterre. 
Una Marson déménage d'abord à Londres en 1932. Le racisme et le sexisme qu’elle rencontre là-bas « ont transformé sa vie et sa poésie ». Sa poésie aborde dès lors de manière plus centrale l'identité des femmes noires en Angleterre. Au cours de cette période, Una Marson continue à écrire sur le rôle des femmes dans la société, et elle intègre également les difficultés rencontrées par les Noirs vivant en Angleterre. En juillet 1933, elle écrit un poème appelé Nigger qui paraît dans le journal de la League of Coloured Peoples, The Keys. C'est l'un des poèmes les plus puissants d'Una Marson sur le racisme en Angleterre, il sera publié sept ans plus tard en 1940. 
En dehors de ses écrits, Una Marson s'implique dans la branche londonienne de l'International Alliance of Women, une organisation féministe mondiale. En 1935, elle participe à l'Alliance internationale des femmes basée à Istanbul. En 1935 également, elle est invitée à la Société des Nations à Genève. Durant trois semaines elle travaille dans la section de l’information. Elle revient en 1936 pour servir en tant que secrétaire de l’empereur Hailé Sélassié venu représenter l’Éthiopie.  

## Jamaïque (1936-1938)
Una Marson revient en Jamaïque en 1936, et l'un de ses objectifs est de promouvoir la littérature nationale. Elle contribue à la création du Kingston Readers and Writers Club, ainsi que le Kingston Drama Club. Elle a également fondé le Jamaica Save the Children Fund, une organisation qui recueille des fonds pour aider les enfants les plus pauvres à financer une éducation de base. 
Dans le cadre de la promotion de la littérature jamaïcaine, Marson publie Moth and the Star en 1937. De nombreux poèmes de ce volume démontrent que malgré le fait que les femmes noires soient décrites dans les médias comme ayant une beauté inférieure à celle des blanches, les femmes noires devraient toujours avoir confiance en leur propre beauté physique. Ce thème est repris dans «Cinema Eyes», «Little Brown Girl», «Black is Fancy» et «Kinky Hair Blues». Cependant, Una Marson elle-même est affectée par les stéréotypes concernant la beauté des noires. Son biographe indique en effet que quelques mois après son arrivée en Grande-Bretagne elle «cesse de lisser ses cheveux et revient à son style naturel». 
Pour mettre en avant ses principes féministes, Una Marson travaille avec Louise Bennett pour créer une pièce intitulée London Calling, qui parle d'une femme qui a déménagé à Londres pour poursuivre ses études. Cette femme a le mal du pays et rentre en Jamaïque. Cette pièce montre à quel point le personnage principal est une «héroïne forte» qui a pu «se forcer à revenir à Londres» pour y terminer ses études. Dans le même esprit féministe, Una Marson écrit Public Opinion, contribuant à la section féministe. 
La troisième pièce d'Una Marson, Pocomania, parle d'une femme nommée Stella qui cherche à avoir une vie trépidante. Les critiques suggèrent que cette pièce est significative car elle montre comment un «culte afro-religieux» affecte les femmes de la classe moyenne. Pocomania est également l’une des œuvres les plus importantes d'Una Marson, car elle a su y intégrer l’essence de la culture jamaïcaine. Des critiques comme Ivy Baxter ont déclaré que « Pocomania est une rupture en ce qu'elle parle d'un culte du pays » et, en tant que telle, elle représente un tournant dans ce qui est considéré comme acceptable sur la scène. 
En 1937, Una Marson écrit un poème intitulé Quashie comes to London, qui aborde la perspective de l'Angleterre dans un récit antillais. Dans le dialecte des Caraïbes, quashie signifie «crédule» ou «peu sophistiqué». Bien qu'impressionné par le pays au départ, Quashie est dégoûté de l'Angleterre car il n'y a à son avis pas assez de bonne nourriture. Le poème montre que, bien que l'Angleterre ait de bonnes choses à offrir, c'est la culture jamaïcaine qui manque à Quashie. Una Marson laisse donc entendre que l'Angleterre est censée être «un lieu temporaire de divertissement». Le poème montre comment il est possible pour une écrivaine d'inclure le dialecte des Caraïbes dans un poème, et c'est cet usage du dialecte local qui situe la perspective de Quashie de l'Angleterre en tant que perspective des Caraïbes. 

## Années londoniennes (1938-1945)
Una Marson retourne à Londres en 1938 pour continuer à travailler sur le projet jamaïcain Save the Children lancé en Jamaïque et fait partie du personnel du Jamaican Standard. En 1941, elle est engagée par le BBC Empire Service pour travailler à l'émission Calling the West Indies, dans laquelle les messages des soldats de la Seconde Guerre mondiale sont lus à la radio pour leurs familles,. Elle en devient la productrice en 1942. 
Au cours de la même année, Una Marson transforme le programme en Caribbean Voices, qui devient un forum au sein duquel des œuvres littéraires des Caraïbes sont lues à la radio. Plus de deux cents auteurs et autrices sont diffusées sur Caribbean Voices, dont VS Naipaul, Samuel Selvon, George Lamming et Derek Walcott. À travers cette émission, Una Marson rencontre des personnes telles que Clare McFarlane, Vic Reid, Andrew Salkey, Langston Hughes, James Weldon Johnson, Jomo Kenyatta, Haile Selassie, Marcus Garvey, Amy Garvey, Nancy Cunard, Sylvia Pankhurst, Winifred Holtby, Paul Robeson, John Masefield, Louis MacNeice, TS Eliot, Tambimuttu et George Orwell. Ce dernier aide Una Marson à éditer le programme avant qu’elle ne le transforme en Caribbean Voices. Elle noue également de solides liens d'amitié avec Mary Treadgold, qui finit par la remplacer après son retour en Jamaïque. Cependant, «malgré ces expériences et ces relations personnelles, il existe un sentiment fort, dans la poésie de Marson et dans la biographie de Jarrett-Macauley [ La vie de Una Marson ], que Marson est restée une figure isolée et marginale». 
L'émission radiophonique de Una Marson, Caribbean Voices, produite par la suite par Henry Swanzy a été décrite par Kamau Brathwaite comme « le catalyseur littéraire le plus important pour la création littéraire caribéenne en anglais ». Comme le programme passe à la radio, et que les poèmes ne pouvaient être appréciés qu'oralement, Caribbean Voices a permis d’influencer ultérieurement la poésie caribéenne en lui donnant une forme plus parlée; comme le note Laurence Breiner, par le biais de la radio, «on entendait plutôt qu'on ne lisait la poésie antillaise ».

## Après la seconde guerre mondiale (1945-1965)
Les détails de la vie d'Una Marson sont peu connus, et ceux concernant sa vie personnelle et professionnelle après 1945 sont particulièrement difficiles à trouver. En 1945, elle publie un recueil de poèmes intitulé Towards the Stars. Cela marque un changement d'orientation de sa poésie: alors qu'elle écrivait précédemment surtout sur la tristesse féminine face à un amour perdu, les poèmes de Towards the Stars sont beaucoup plus tournés sur le thème de l'indépendance des femmes . 
Les entretiens menés par Erika J. Waters, dont les recherches sont financées par le Fondation nationale pour les sciences humaines, révèlent qu'Una Marson est alors en pleine dépression. Elle quitte Londres pour la Jamaïque, où elle se rétablit et s'implique de nouveau dans des activités littéraires. Elle écrit un article intitulé «Nous voulons des livres - mais encourageons-nous nos écrivains?»  dans le but de stimuler le nationalisme des Caraïbes à travers la littérature. 
Des entretiens et des articles non publiés indiquent qu'Una Marson s'installe aux États-Unis d'Amérique quelque temps. Elle retourne ensuite en Jamaïque. Dans le début des années 1960, elle voyage pour rencontrer de vieilles connaissances à Londres, puis en Israël, où elle discute de ses dernières émissions radio à la BBC. Elle rentre en Jamaïque, où en 1965 elle meurt à l'âge de 60 ans. 
Elle est considérée comme une poétesse jamaïcaine majeure et pionnière dans la défense des droits des femmes. Les critiques louent et critiquent ses travaux de poésie. Elle est critiquée pour son imitation du style européen, notamment la poésie romantique et géorgienne. Par exemple, son poème If parodie le style du poème original de Kipling du même titre. Denise de Caires Narain suggère qu'Una Marson a été négligée car la poésie traitant du statut et de la condition des femmes n’était pas primordiale pour le public au moment où les œuvres ont été produites. D'autres critiques, en revanche, louent Una Marson pour son style moderne. Certains, comme Narain, suggèrent même que ses imitations défient la poésie conventionnelle de l'époque dans le but de critiquer les poètes européens. Una Marson est toutefois active dans la communauté des écrivains antillais durant cette période. Son implication dans Caribbean Voices se révèle cruciale pour faire connaître la littérature antillaise à l'échelle internationale et pour nourrir le nationalisme dans les îles des Caraïbes qu'elle représente.

## Hommage et postérité
En 2019 l'association Escouade fait poser des plaques de rue temporaires identifiant des femmes remarquables à Genève. La rue de Montbrillant est renommée temporairement « Rue Una Marson» dans le cadre de l'initiative 100Elles,.

## Publications
- Tropic Reveries (1930, poésie)[26]
- Heights and Depths (1932, poésie)[27]
- At what a price (1933, jouer)
- Moth and the Star (1937, poésie)[28]
- London Calling (1938, théâtre)
- Pocomania (1938, théâtre)
- Towards the star (1945, poésie)
- Selected poems (Peepal Tree Press, 2011)